# Ghana Airways
 (novembre 2019).
Si vous disposez d'ouvrages ou d'articles de référence ou si vous connaissez des sites web de qualité traitant du thème abordé ici, merci de compléter l'article en donnant les références utiles à sa vérifiabilité et en les liant à la section « Notes et références ».

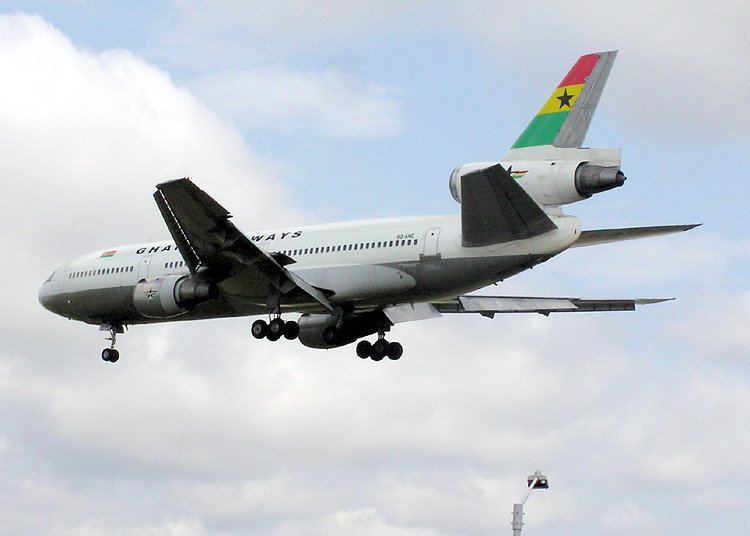
Un McDonnell Douglas DC-10 de la compagnie

Ghana Airways Limited était la compagnie aérienne nationale de la République du Ghana avec sa base d'opérations principale, et son hub, à l'aéroport international de Kotoka à Accra. La compagnie aérienne a cessé ses activités en 2004.

## Flotte
Ghana Airways a exploité l'avion suivant dans les années suivantes : 
- 1 Airbus A320-200
- 1 Airbus A330-300
- 3 Douglas DC-8
- 8 McDonnell Douglas DC-9
- 6 McDonnell Douglas DC-10 (un converti en restaurant : La Tante DC10 Restaurant)
- 1 McDonnell Douglas MD-11